# Часовенская (Вологодская область)
Часовенская — деревня в Кирилловском районе Вологодской области.
Входит в состав Чарозерского сельского поселения, с точки зрения административно-территориального деления — в Чарозерский сельсовет.
Расстояние по автодороге до районного центра Кириллова — 86,5 км, до центра муниципального образования Чарозера — 2,5 км. Ближайшие населённые пункты — Погорелово, Губино, Козицыно, Трофимово, Кашино, Киприно.
По переписи 2002 года население — 4 человека.